# 南義弘
南 義弘（みなみ よしひろ、1923年9月21日 - 2021年10月4日）は、日本の経営者。トナミ運輸社長、会長を務めた。

## 経歴
兵庫県出身。1947年に千葉工業大学冶金学科を卒業し、1969年にトナミ運輸に入社。
監査役を経て、1973年5月に副社長に就任し、1975年5月には社長に就任。2005年6月に会長に就任。
高岡商工会議所会頭とほくほくフィナンシャルグループ監査役も務めた。
2009年4月に旭日中綬章を受章。
2021年10月4日老衰のために死去。98歳没。